# 72. вечити дерби у фудбалу
72. вечити дерби у фудбалу је фудбалска утакмица одиграна у Београду 4. јуна 1983. године, између Црвене звезде и Партизана. Утакмица се завршила резултатом 3 : 2 (1 : 0) за Партизан. Играч утакмице је био Драган Манце који је у овом дербију постигао два гола.